# Klaus Langhoff
Klaus Langhoff (* 5. Dezember 1939 in Rostock) ist ein deutscher Handballtrainer und ehemaliger Handballspieler.

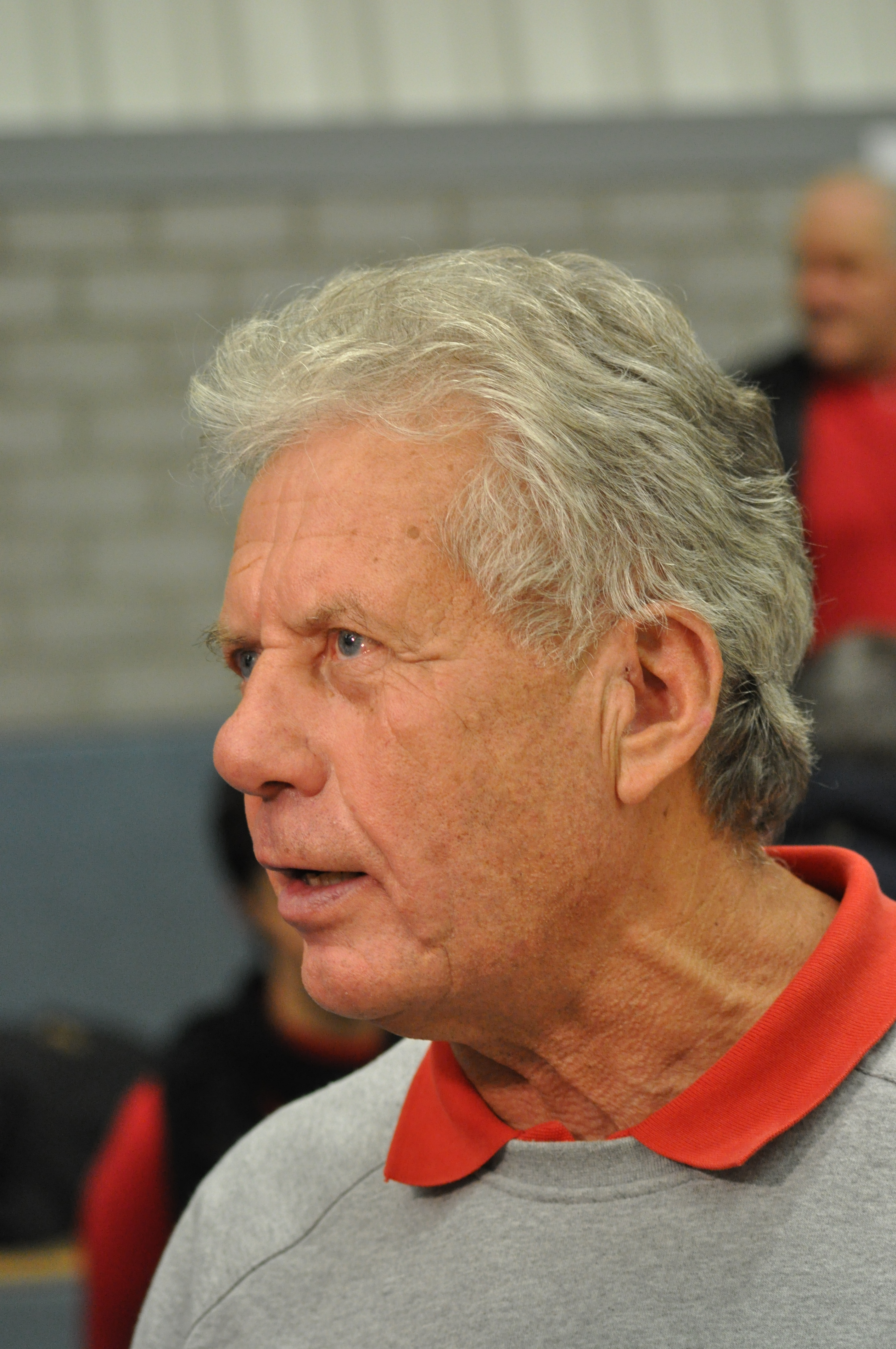
Klaus Langhoff (2010)

## Leben
Langhoff, dessen Bruder Gerd ebenfalls Handball spielte, begann seine Karriere in Rostock und wechselte später zum SC DHfK Leipzig, mit dem er mehrfach DDR-Meister wurde.
Während seiner aktiven Zeit wechselte der Handball vom Großfeld in die Halle.
Langhoff stand im Aufgebot der Handballnationalmannschaft der Deutschen Demokratischen Republik (DDR). Er wurde mit dem Nationalteam bei der Feldhandball-Weltmeisterschaft (WM) 1963 Weltmeister, spielte bei der Hallenhandball-WM 1964, der Feldhandball-WM 1966 (Vize-Weltmeister), der Hallenhandball-WM 1967 und der Hallenhandball-WM 1970 (Vize-Weltmeister). Er spielte auch bei Olympia 1972.
Nach seiner aktiven Karriere wurde er Handballtrainer beim SC Leipzig. Er trainierte zusammen mit Paul Tiedemann die DDR-Auswahl, die bei Olympia 1980 die Goldmedaille holte. Nach der Vereinigung der beiden deutschen Staaten arbeitete er mit Bundestrainer Horst Bredemeier zusammen, um ein Nationalmannschaftsaufgebot aus Spielern der BRD sowie der ehemaligen DDR aufzustellen und wurde Bredemeiers Co-Trainer.
Langhoff war beim Deutschen Handballbund bis Dezember 2004 für den männlichen Nachwuchs zuständig, sein Amtsnachfolger wurde Klaus-Dieter Petersen Langhoff brachte sich auch in der Folge in die Nachwuchsarbeit ein, auf Vereinsebene brachte er sich beim HC Empor Rostock als Mitglied in Vorstand und Aufsichtsrat sowie ebenfalls in die Nachwuchsarbeit ein. Im Dezember 2018 wurde Langhoff die dritte Persönlichkeit, die sich in das Goldene Buch des Deutschen Handballbundes eintrug.

## Filmdokumentation
- Mitwirkung in: Fallwurf Böhme – Die wundersamen Wege eines Linkshänders von Heinz Brinkmann, Erzähler: Wolfgang Winkler, 90 Minuten, DVD, Basis-Film Verleih GmbH, Berlin, Vertrieb: KNM Home Entertainment GmbH 2016